# Critics’ Choice Movie Award/Beste Hauptdarstellerin
Seit 1996 wird bei den BFCA die beste Hauptdarstellerin des vergangenen Filmjahres geehrt.

## Preisträger
| Jahr        | Preisträgerin         | Film                                          |
| ----------- | --------------------- | --------------------------------------------- |
| 1996        | Nicole Kidman         | To Die For                                    |
| 1997        | Frances McDormand     | Fargo                                         |
| 1998        | Helena Bonham Carter  | Wings of the Dove – Die Flügel der Taube      |
| 1999        | Cate Blanchett        | Elizabeth                                     |
| 2000        | Hilary Swank          | Boys Don’t Cry                                |
| 2001        | Julia Roberts         | Erin Brockovich                               |
| 2002        | Sissy Spacek          | In the Bedroom                                |
| 2003        | Julianne Moore        | Dem Himmel so fern                            |
| 2004        | Charlize Theron       | Monster                                       |
| 2005        | Hilary Swank          | Million Dollar Baby                           |
| 2006        | Reese Witherspoon     | Walk the Line                                 |
| 2007        | Helen Mirren          | Die Queen                                     |
| 2008        | Julie Christie        | An ihrer Seite                                |
| 2009        | Anne Hathaway         | Rachels Hochzeit                              |
| 2009        | Meryl Streep          | Glaubensfrage                                 |
| 2010        | Sandra Bullock        | Blind Side – Die große Chance                 |
| 2010        | Meryl Streep          | Julie & Julia                                 |
| 2011        | Natalie Portman       | Black Swan                                    |
| 2012        | Viola Davis           | The Help                                      |
| 2013        | Jessica Chastain      | Zero Dark Thirty                              |
| 2014        | Cate Blanchett        | Blue Jasmine                                  |
| 2015        | Julianne Moore        | Still Alice – Mein Leben ohne Gestern         |
| 2016 (Jan.) | Brie Larson           | Raum                                          |
| 2016 (Dez.) | Natalie Portman       | Jackie: Die First Lady                        |
| 2018        | Frances McDormand     | Three Billboards Outside Ebbing, Missouri     |
| 2019        | Glenn Close Lady Gaga | Die Frau des Nobelpreisträgers A Star Is Born |
| 2020        | Renée Zellweger       | Judy                                          |
| 2021        | Carey Mulligan        | Promising Young Woman                         |
| 2022        | Jessica Chastain      | The Eyes of Tammy Faye                        |
| 2023        | Cate Blanchett        | Tár                                           |
| 2024        | Emma Stone            | Poor Things                                   |
| 2025        | Demi Moore            | The Substance                                 |